# 大垣市歴史民俗資料館

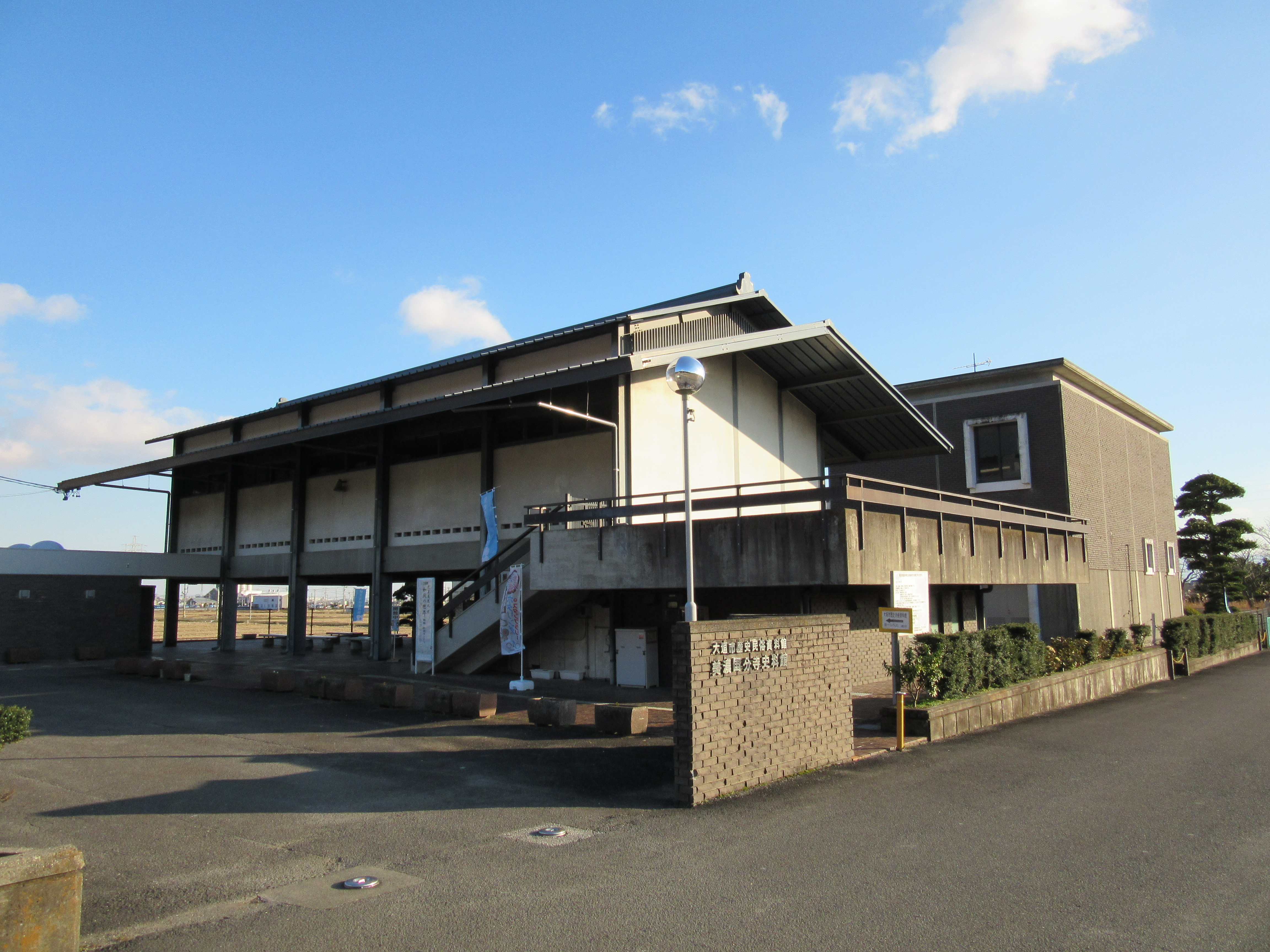
大垣市歴史民俗資料館

大垣市歴史民俗資料館（おおがきしれきしみんぞくしりょうかん）は、岐阜県大垣市にある博物館である。美濃国分寺跡地に隣接する。

## 概要
- 1968年から行われた美濃国分寺跡の発掘調査、環境整備事業で得られた出土品、資料の展示、研究。及び大垣市の民俗資料の展示、研究の施設として、1982年10月5日開館[1]。
- 収納物は、考古資料（国分寺跡地出土品・昼飯大塚古墳等の古墳出土品など）が約1000点。民俗資料（農耕、民俗など）が約1500点[1]。
- 2006年（平成18年）から指定管理者制度を導入し公益財団法人大垣市文化事業団が管理運営を行っていたが、2019年（平成31年）4月から大垣市直営施設に戻されている[2]。

## 施設情報
- 開館時間

9:00～17:00　（入館は16：30まで）
- 休館日

毎週火曜日（火曜日が祝日の場合はその翌日）
祝日の翌日
年末・年始（12月29日～1月3日）
- 入館料

一般　100円
18歳未満　無料

## 文化財

### 岐阜県指定文化財
- 有形文化財
  - 石案（考古資料） - 1958年（昭和33年）12月14日指定[3][4]。

### 大垣市指定文化財
- 有形文化財
  - 土製露盤伏鉢（考古資料） - 1967年（昭和42年）9月1日指定[4]。
  - 遊塚古墳出土品（考古資料） - 2014年（平成26年）2月21日指定[4]。
  - 絵画土器（考古資料） - 2015年（平成27年）7月22日指定[4]。
- 重要有形民俗文化財
  - 浄瑠璃人形 - 1963年（昭和38年）2月14日指定[4]。

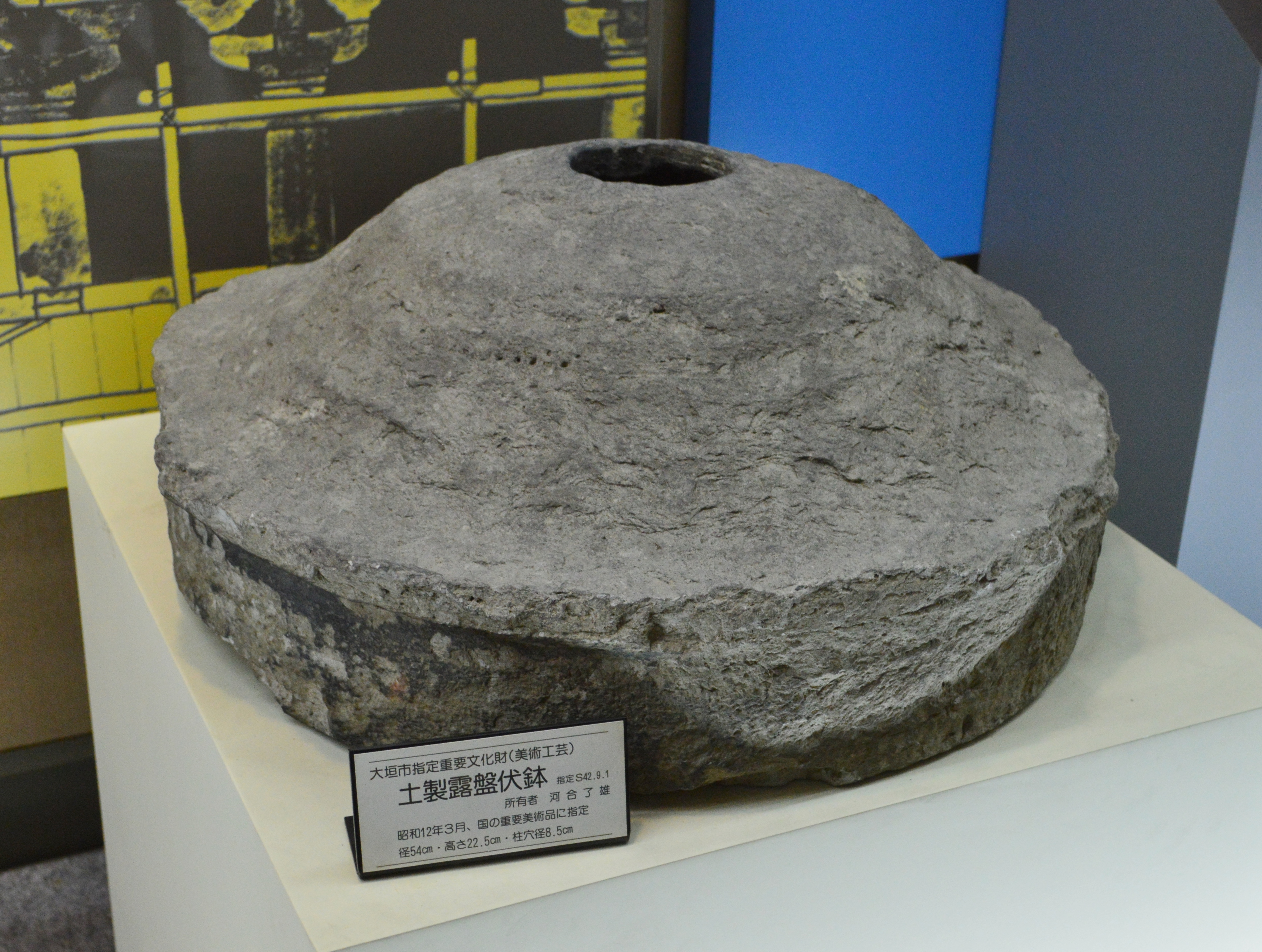
土製露盤伏鉢
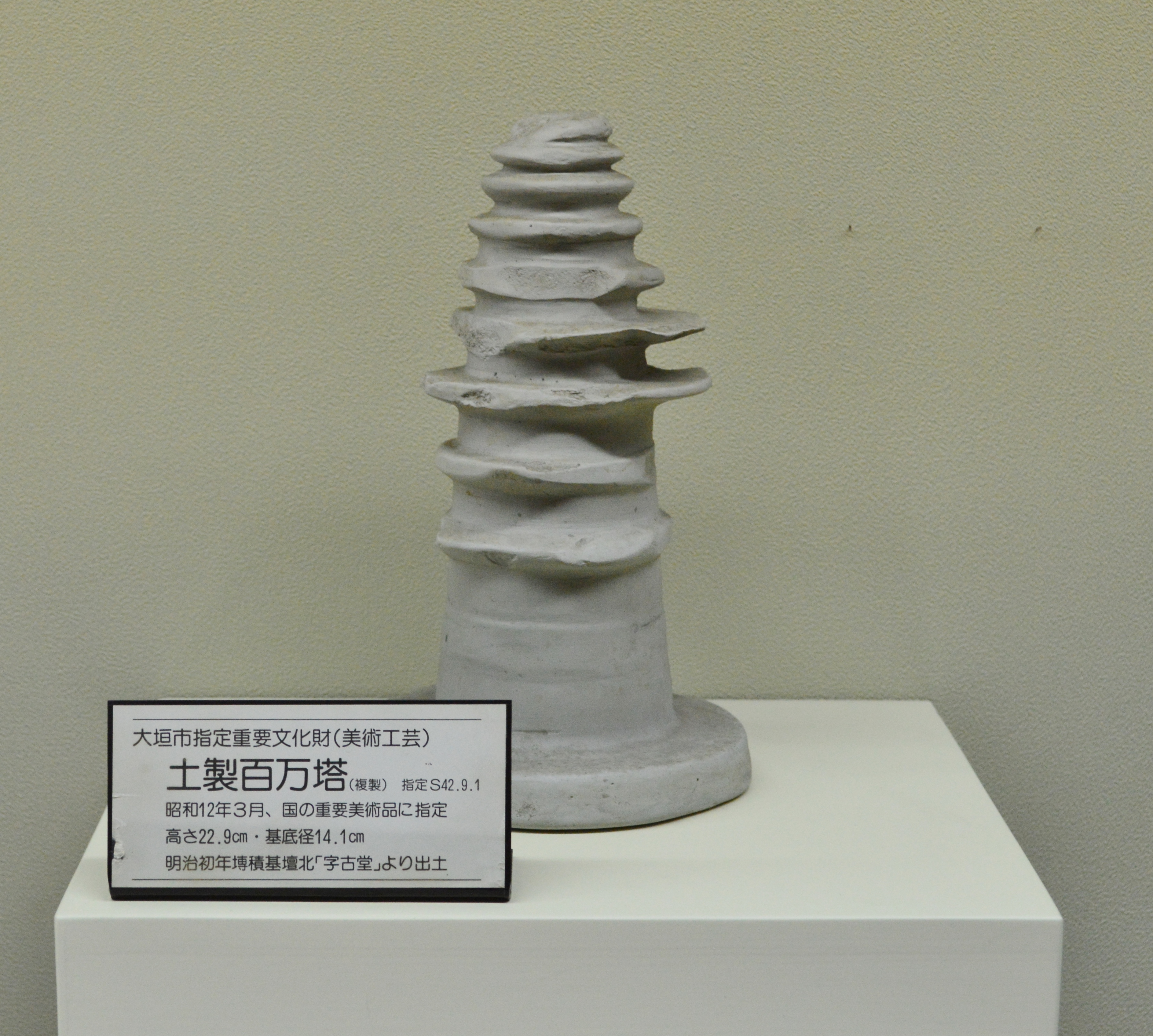
土製百万塔（複製） 原品（大垣市指定文化財）は京都国立博物館所蔵。
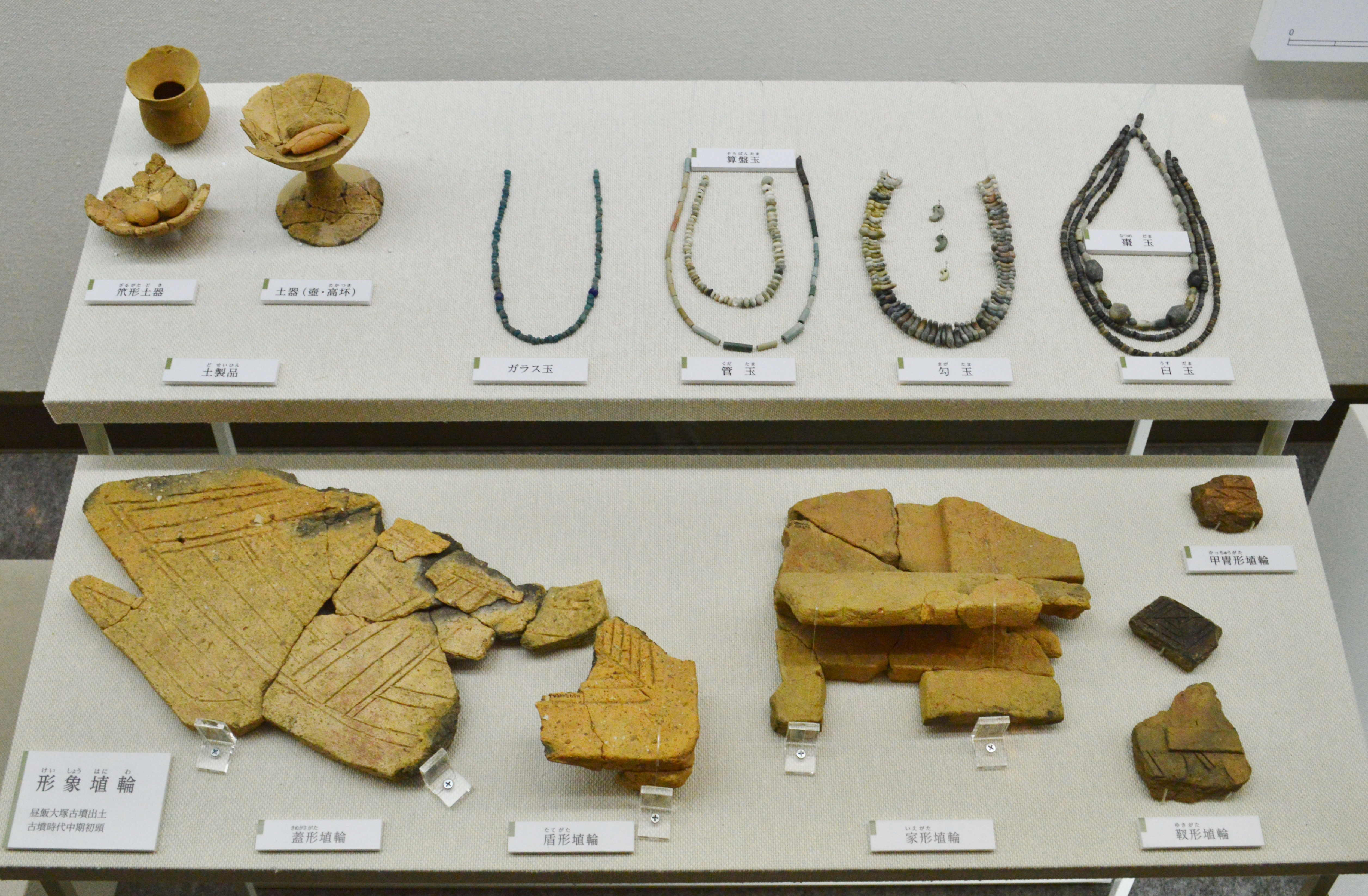
昼飯大塚古墳出土品
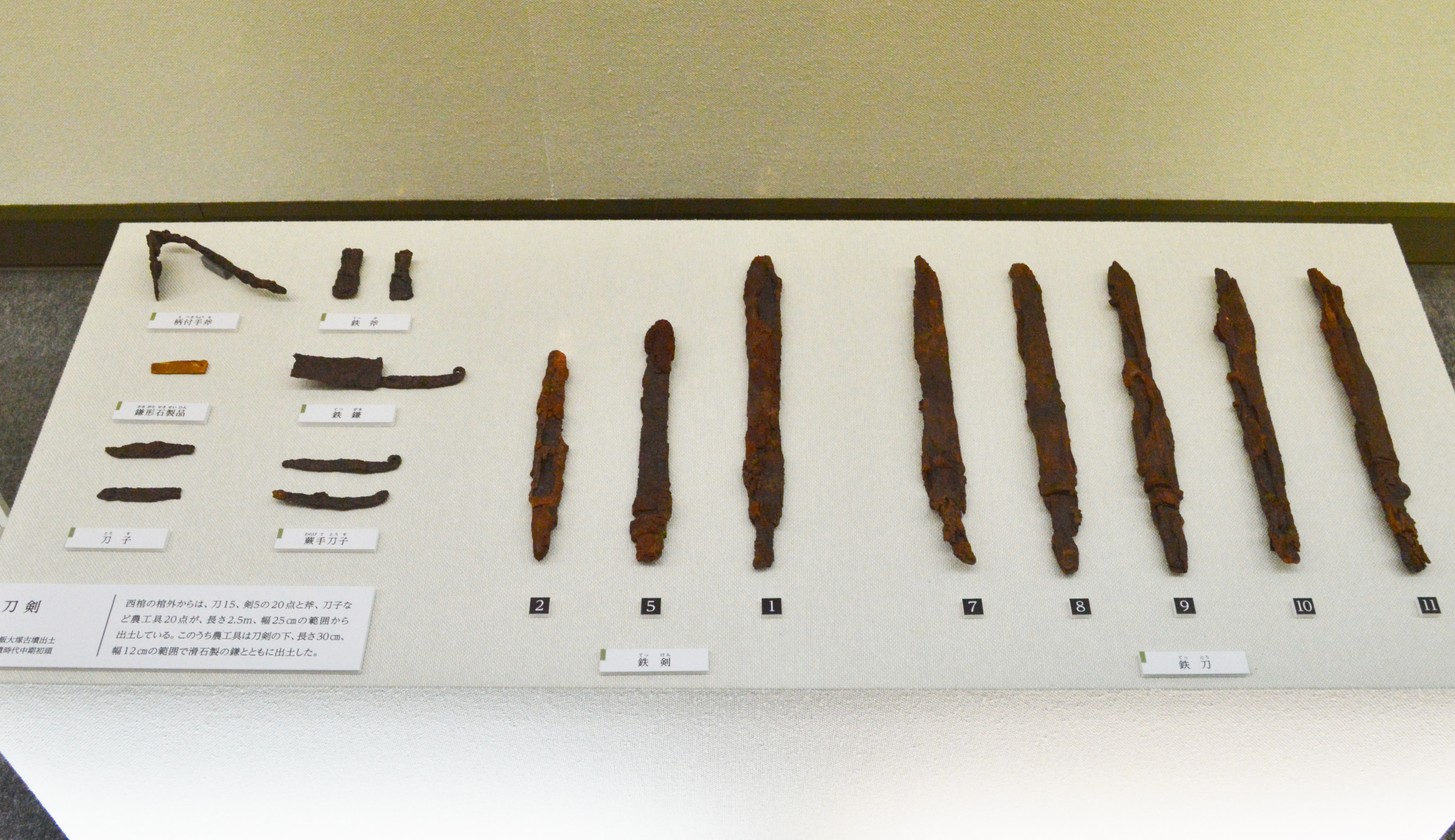
昼飯大塚古墳出土品
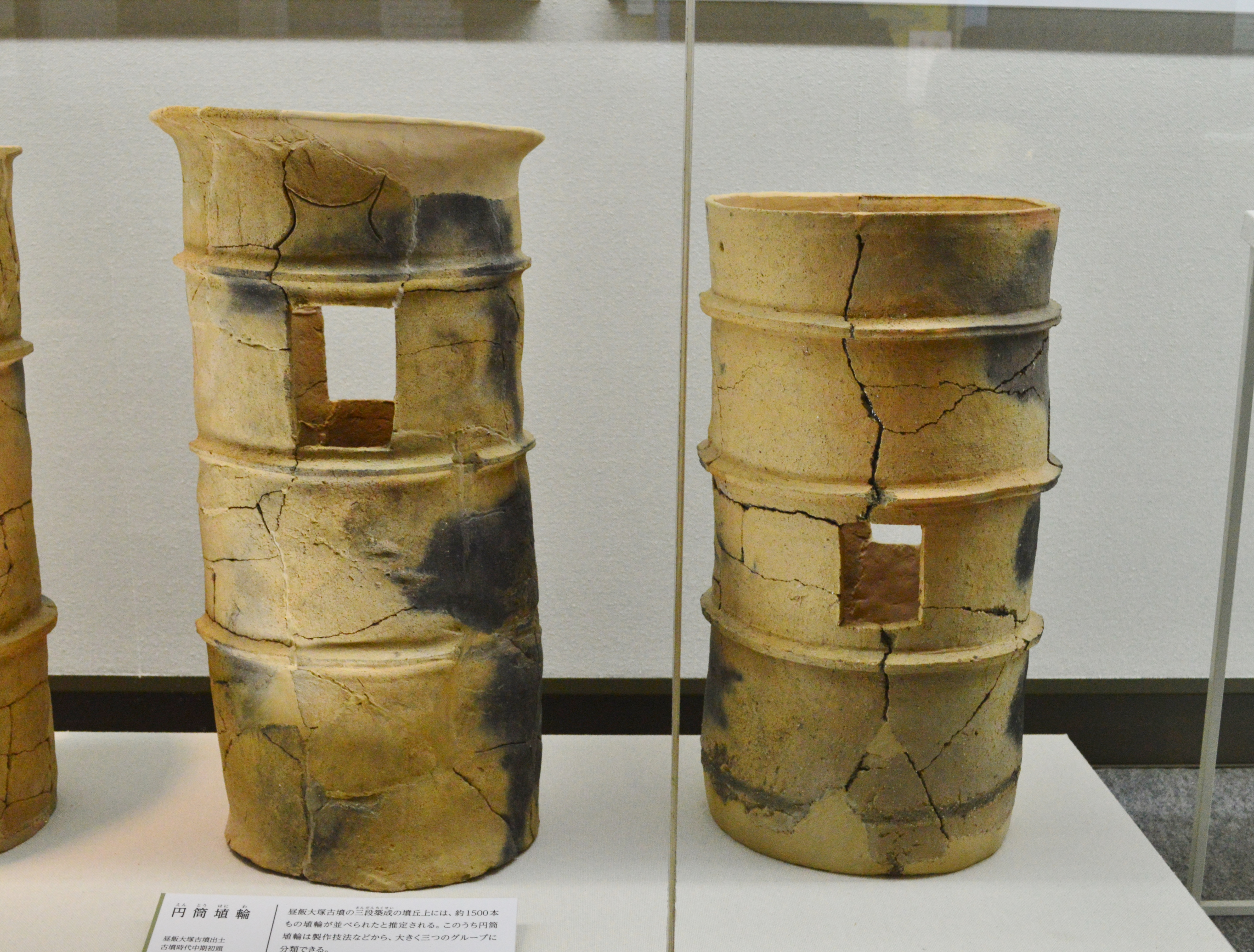
昼飯大塚古墳出土埴輪

## 交通
- 大垣駅（大垣駅前バスのりば）より名阪近鉄バス稲葉団地行き終点下車、徒歩20分。
- 大垣駅（大垣駅前バスのりば）より名阪近鉄バス消防赤坂分署行き終点下車、徒歩40分。
- 垂井駅より徒歩40分